# Leucochlaena hispanica
Leucochlaena hispanica är en fjärilsart som beskrevs av W. Warren 1910. Leucochlaena hispanica ingår i släktet Leucochlaena och familjen nattflyn. Inga underarter finns listade i Catalogue of Life.